# Люксембурзька архідієцезія
49°36′34″ пн. ш. 6°07′52″ сх. д. / 49.6094° пн. ш. 6.13111° сх. д.
Люксембурзька архідієцезія (лат. Archidioecesis Luxemburgensi) — дієцезія римо-католицької церкви, що охоплює країну Люксембург. Осідок архієпископа і кафедральний собор Люксембурзької Богоматері знаходиться у столиці країни — Люксембурзі.
До початку XIX століття князівство Люксембурзьке входило до складу Німецької імперії і не мало окремого єпископства. 2 червня 1840 року після того, як у 1839 Люксембург був визнаний суверенною державою, був утворений Люксембурзький апостольський вікаріат, а 27 вересня 1870 його було піднято у статусі до дієцезії, що підпорядковувалась безпосередньо Риму. З 1988 має статус Архідієцезії.
Згідно зі статистикою, станом на 2002 рік архідієцезія налічувала 380 тисяч вірних, що становить 86.1 % населення країни. Люксембург є осідком Конференції Єпископів Європи.